# VSTM5
VSTM5 (англ. V-set and transmembrane domain containing 5) – білок, який кодується однойменним геном, розташованим у людей на 11-й хромосомі. Довжина поліпептидного ланцюга білка становить 200 амінокислот, а молекулярна маса — 22 377.
| 10         |  | 20         |  | 30         |  | 40         |  | 50         |
| ---------- |  | ---------- |  | ---------- |  | ---------- |  | ---------- |
| MRPLPSGRRK |  | TRGISLGLFA |  | LCLAAARCLQ |  | SQGVSLYIPQ |  | ATINATVKED |
| ILLSVEYSCH |  | GVPTIEWTYS |  | SNWGTQKIVE |  | WKPGTQANIS |  | QSHKDRVCTF |
| DNGSIQLFSV |  | GVRDSGYYVI |  | TVTERLGSSQ |  | FGTIVLHVSE |  | ILYEDLHFVA |
| VILAFLAAVA |  | AVLISLMWVC |  | NKCAYKFQRK |  | RRHKLKESTT |  | EEIELEDVEC |
|            |  |            |  |            |  |            |  |            |

A: Аланін

C: Цистеїн

D: Аспарагінова кислота

E: Глутамінова кислота

F: Фенілаланін

G: Гліцин

H: Гістидин

I: Ізолейцин

K: Лізин

L: Лейцин

M: Метіонін

N: Аспарагін

P: Пролін

Q: Глутамін

R: Аргінін

S: Серин

T: Треонін

V: Валін

W: Триптофан

Локалізований у мембрані.